# Havelberger Seejungfrau

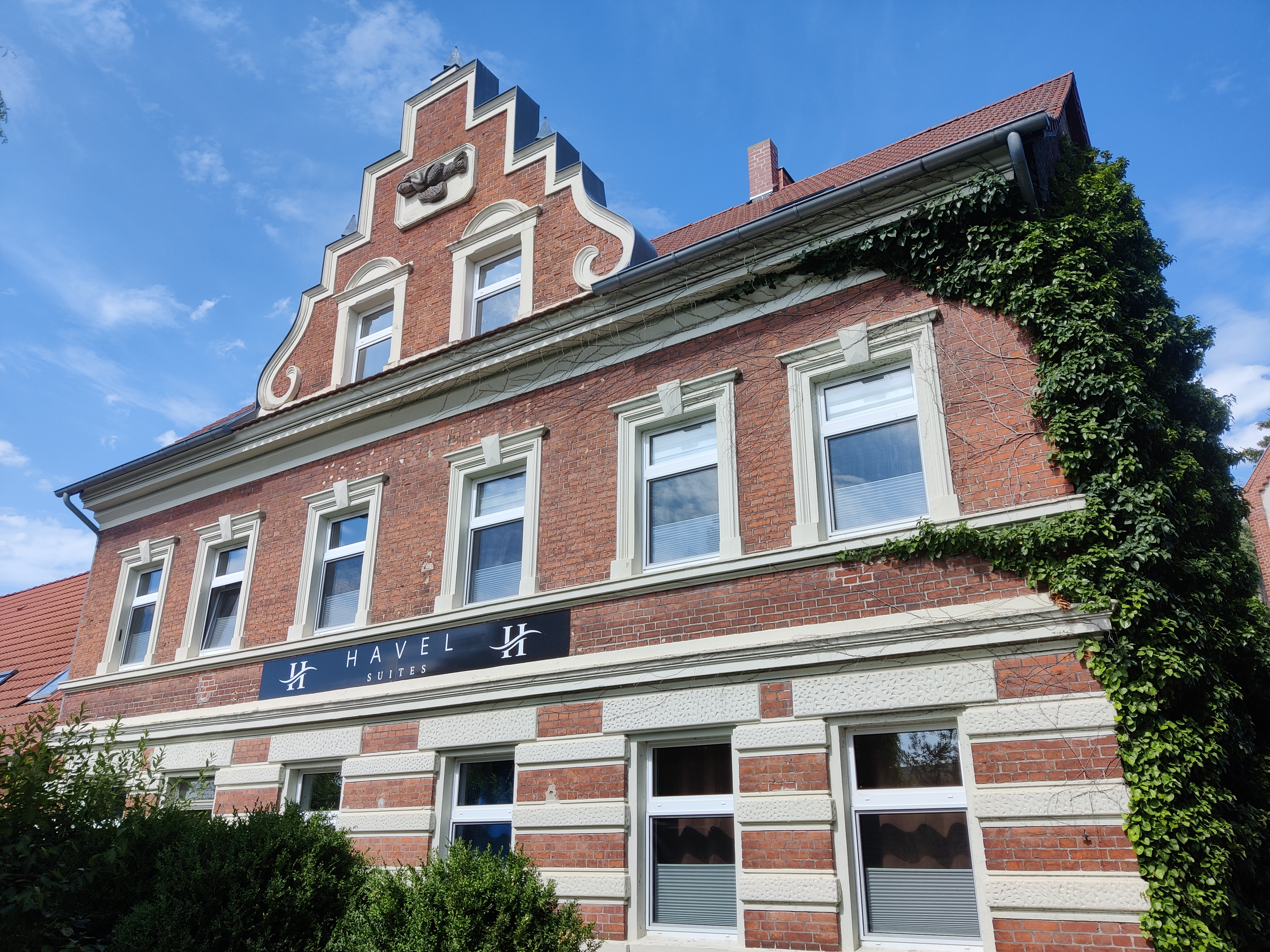
Haus Havelstraße 44 mit Seejungfrau am Giebel (2022)

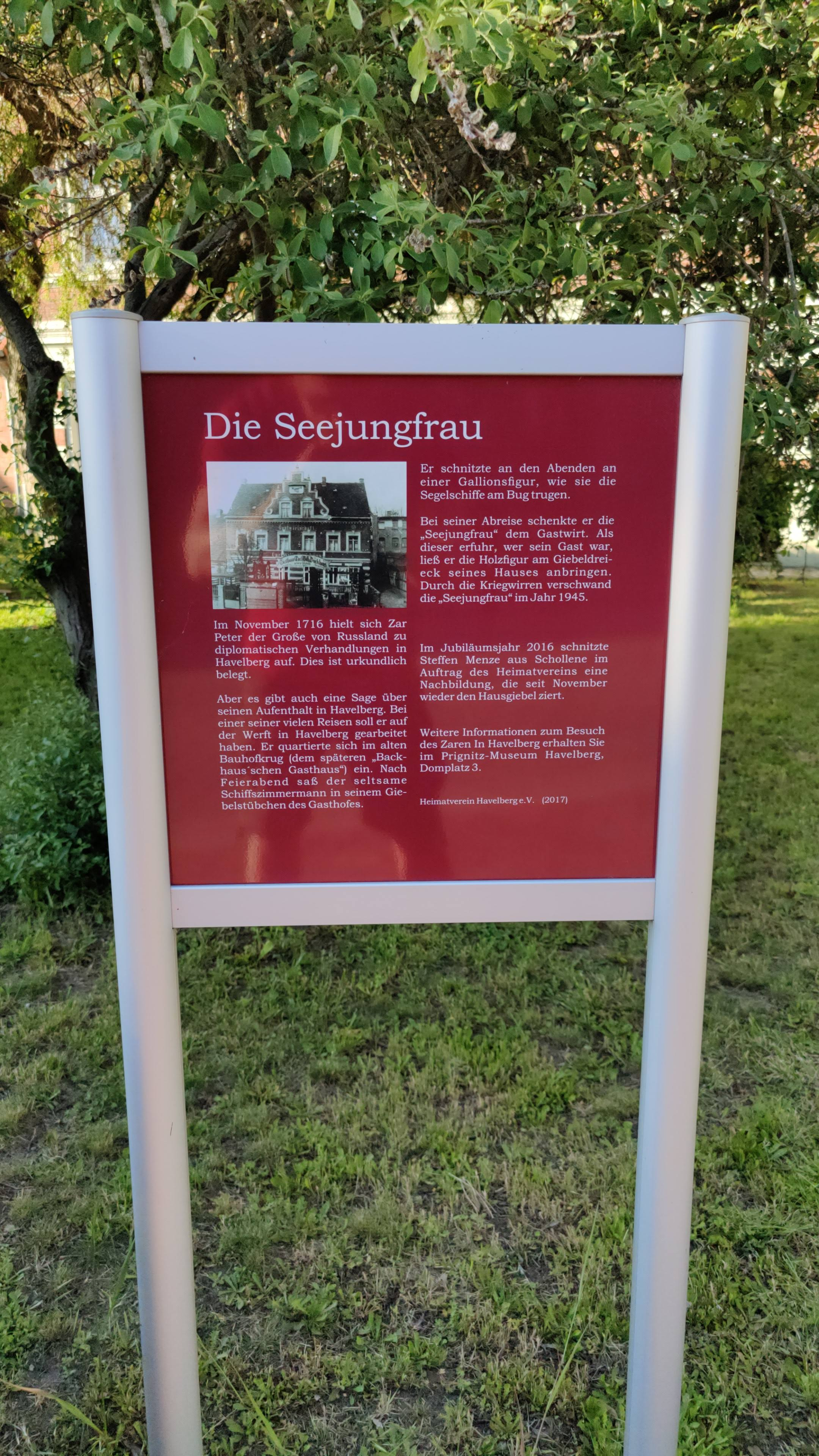
Hinweisschild. 2017 vom Heimatverein aufgestellt

Die Havelberger Seejungfrau ist die Nachbildung einer Holzfigur, die der Legende nach vom russischen Zaren Peter dem Großen bei seinem Aufenthalt in Havelberg im Jahr 1716 angefertigt wurde.

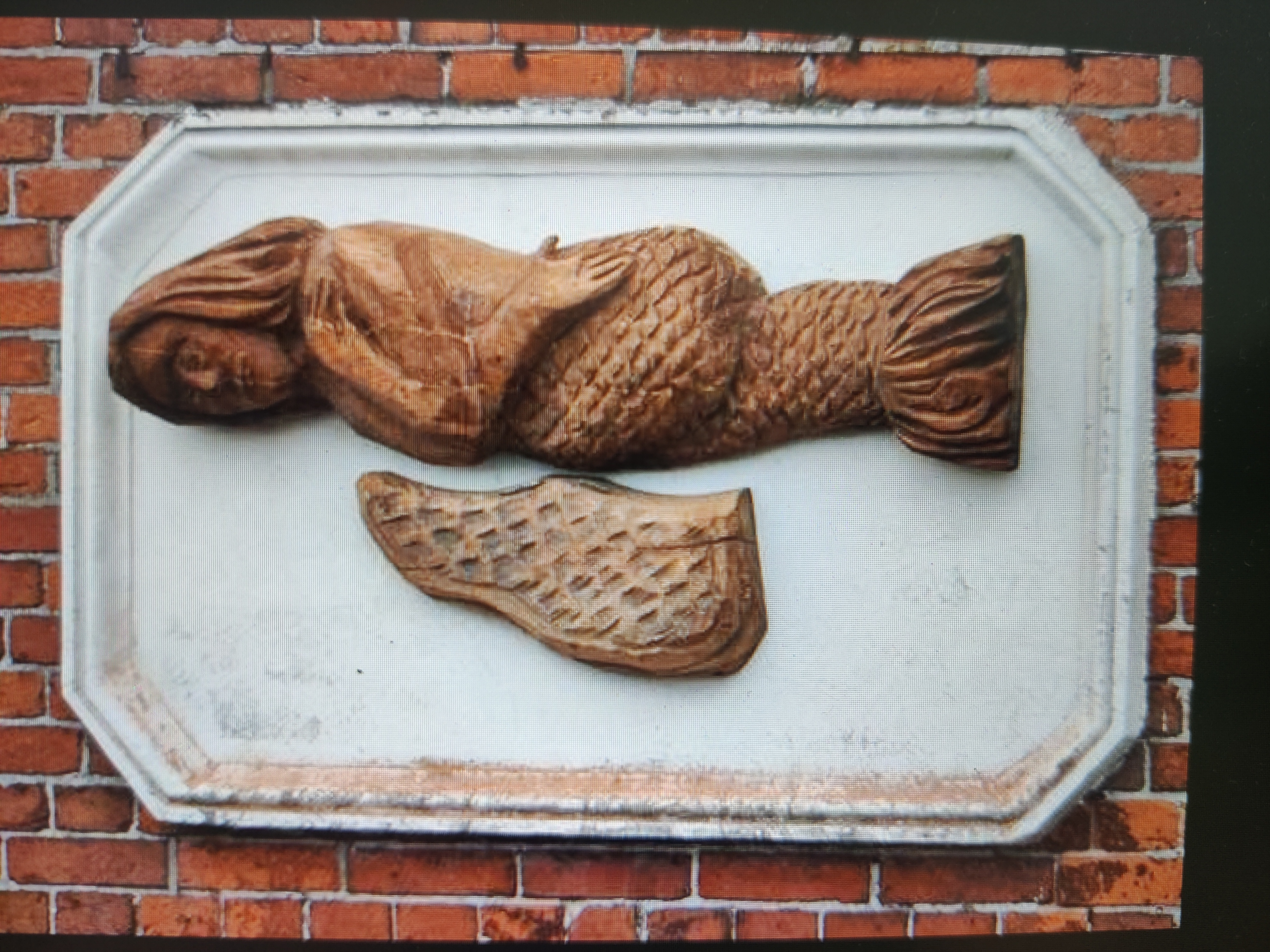
Die Seejungfrau heute am Giebel des Hauses

Nachdem die Seejungfrauenfigur vermutlich im Jahr 1945 verloren gegangen ist, erstellte der Künstler Steffen Menze aus Schollene im Jahr 2016 zum Anlass des 300. Jubiläums des Zarenbesuchs eine Nachbildung, die heute wieder am Giebel des Hauses in der Havelstraße 44 zu sehen ist.
Im November 2016 brachten Vertreter des Heimatvereins Havelberg mit Hilfe der Feuerwehr Havelberg die Figur dort an.
Die Figur wurde aus Buche gefertigt und misst etwa 1,15 Meter in der Länge und wiegt 28 kg.